# Potosí (Nicaragua)
Potosí è un comune del Nicaragua facente parte del dipartimento di Rivas.